# دبليو. ألبرت نويز جونيور
دبليو. ألبرت نويز جونيور (بالإنجليزية: W. Albert Noyes)‏ هو كيميائي وأستاذ جامعي أمريكي، ولد في 18 أبريل 1898 في تير هوت في الولايات المتحدة، وتوفي في 25 نوفمبر 1980 في أوستن في الولايات المتحدة.